# Martiniana Po
Martiniana Po ist eine kleine Gemeinde in der italienischen Provinz Cuneo (CN), Region Piemont.

## Lage und Einwohner
Martiniana Po liegt 45 km nordwestlich von der Provinzhauptstadt Cuneo, am Ende des Valle Po, wo sich das Gebirgstal in die Poebene öffnet. Der in den Cottischen Alpen entspringende Po fließt 1 km nördlich des Ortes vorbei und beginnt hier am Rand der Ebene zu mäandrieren. Im gegenüberliegenden Städtchen Revello beginnt die sogenannte Via Valle Po (SS 622), die ins westliche Gebirge bzw. über Saluzzo nach Turin führt. Das Gemeindegebiet von Martiniana Po hat eine Fläche von 13 km² und hat 781 Einwohner (Stand 31. Dezember 2023).
Die Nachbargemeinden sind Brondello, Brossasco, Gambasca, Isasca und Revello.

## Geschichte

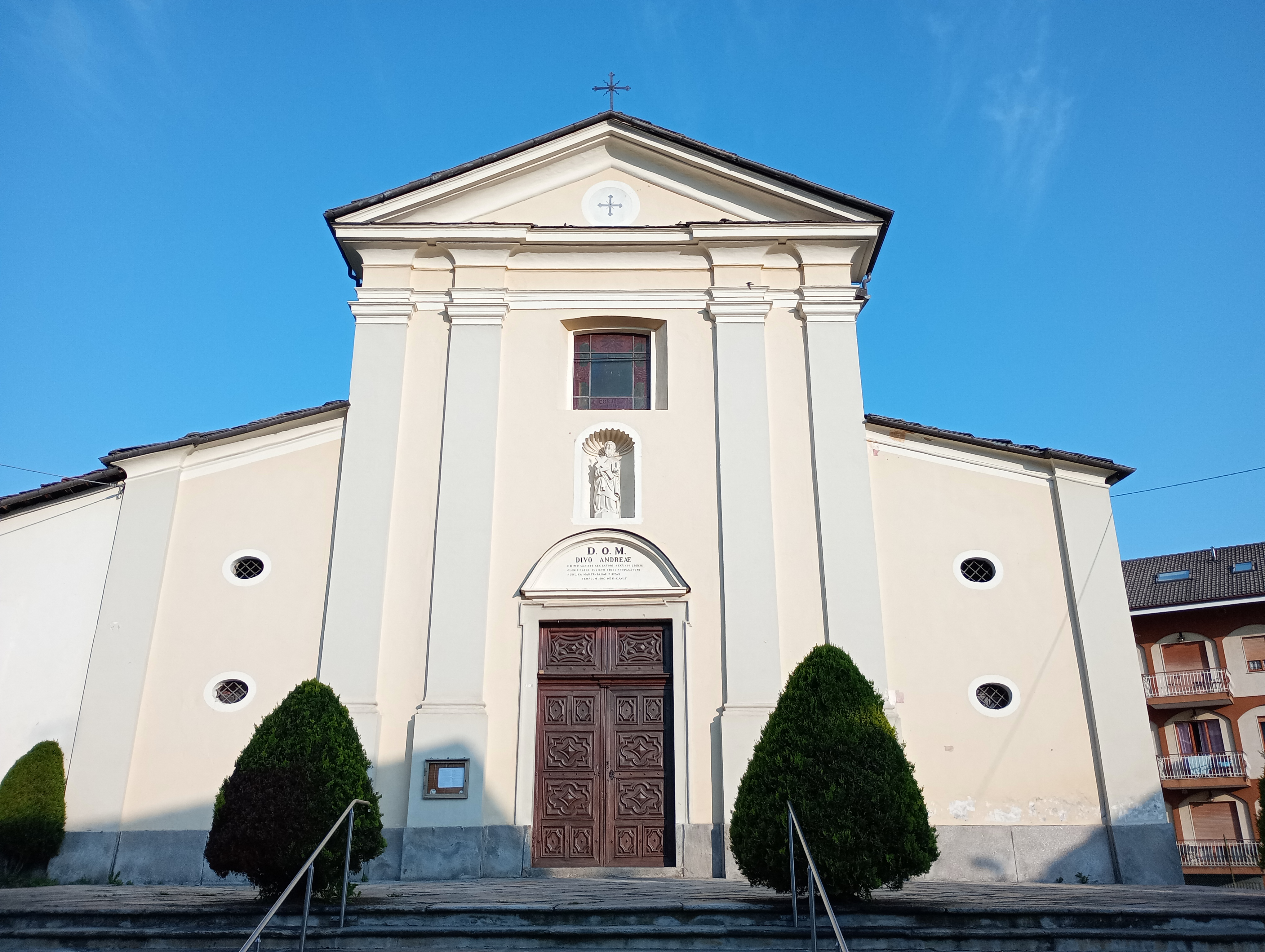
Pfarrkirche Sant’Andrea

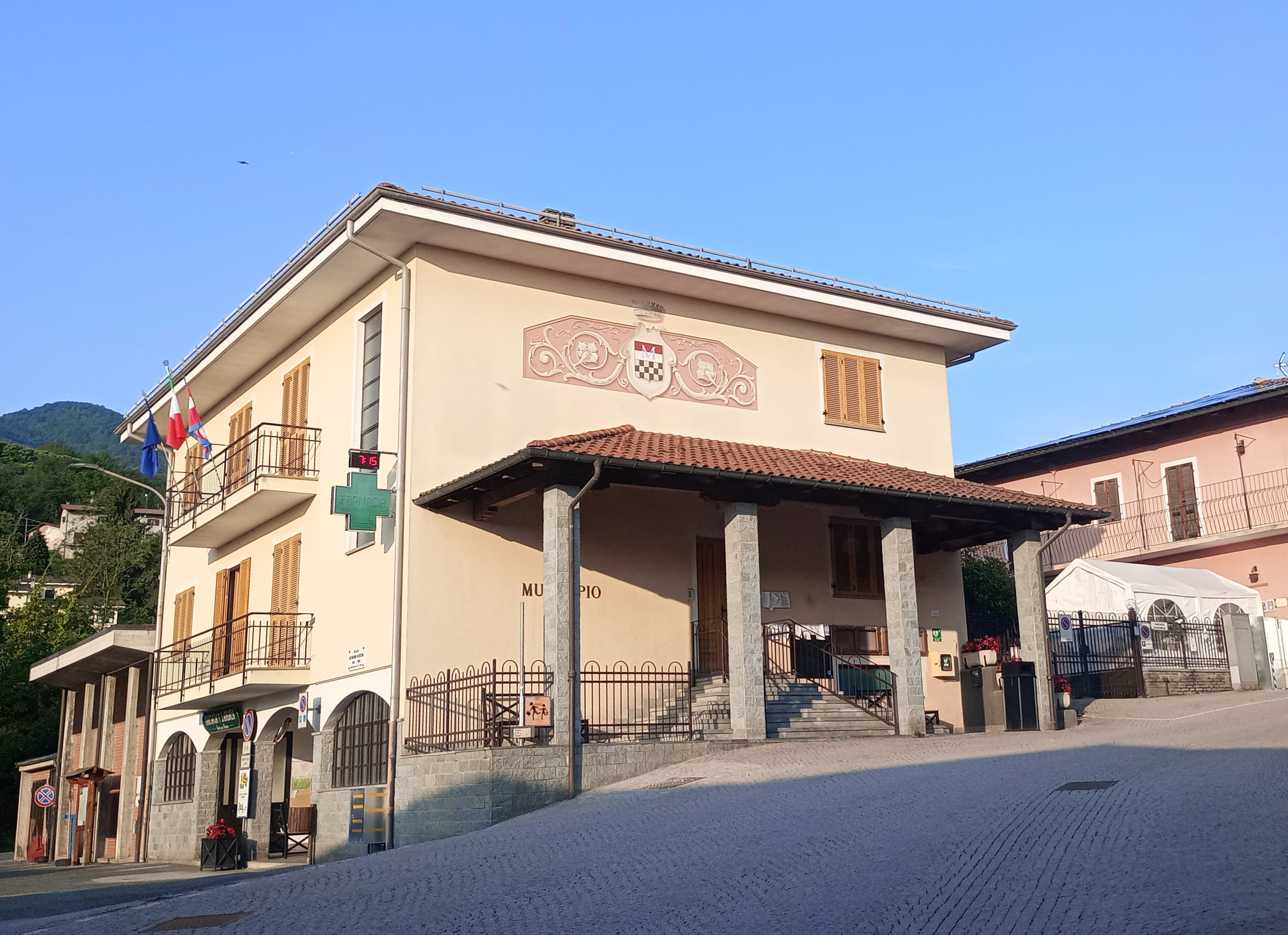
Gemeindehaus

Nach Ansicht einiger Gelehrter geht die Dokumentation mit „Martiniana“ auf das Jahr 1294 zurück. Es gibt nur wenige historische Informationen über die frühen Ereignisse des Dorfes. Wir wissen nur, dass es jahrhundertelang ein Lehen der Herren von Revello war. Später wurde es Teil des Besitzes der Markgrafschaft Saluzzo, bis es sich 1615 endgültig von Revello trennte und eine unabhängige Gemeinde wurde.
Aus historisch-architektonischer Sicht interessant ist die 1722 umgebaute Pfarrkirche Sant’Andrea aus dem Jahr 1497, in deren Inneren sich ein interessantes Taufbecken aus Kalkstein befindet. Bemerkenswert ist auch die Kapelle Madonna del Pilone aus dem 18. Jahrhundert, die früher zur Bruderschaft der Disciplinati gehörte und außerhalb der Stadt liegt. Es hat einen kreisförmigen Grundriss und steht an der Stelle eines alten heiligen Pylons, von dem noch ein rustikales Steinkruzifix übrig ist. An der Seite des Friedhofs befindet sich die Kapelle der Madonna delle Grazie, die 1632 nach der berühmten Pest als Votum der Gemeinde erbaut wurde und ebenfalls den Heiligen Rocco und Chiaffredo gewidmet ist. In der Umgebung ist die Gruppe der Bauernhäuser von San Costanzo interessant, in der Teile der antiken Mauern erhalten sind. Von der mittelalterlichen Burg, die im 13. Jahrhundert von Tommaso I. Marquis von Saluzzo erbaut, wiederholt beschädigt und wieder aufgebaut und dann im Jahr 1600, während des Krieges zwischen den Herzögen von Savoyen und dem König von Frankreich, erneut zerstört wurde, ist nur der Name „Castel Group“ bekannt. Überreste, die einem Hügel südöstlich der Stadt gewidmet sind.

## Pyrop-Fundstelle
In der Gemeinde Martiniana Po befindet sich eine wichtige Fundstelle (Parco dei Piropi) des Minerals Pyrop.